# Rhodotorula bogoriensis
Rhodotorula bogoriensis är en svampart som först beskrevs av Deinema, och fick sitt nu gällande namn av Arx & Weijman 1980. Rhodotorula bogoriensis ingår i släktet Rhodotorula, ordningen Sporidiobolales, klassen Microbotryomycetes, divisionen basidiesvampar och riket svampar.   Inga underarter finns listade i Catalogue of Life.